# Bactrocera mendosa
Bactrocera mendosa
 es una especie de insecto díptero que May describió científicamente por primera vez en 1958. Esta especie pertenece al género Bactrocera de la familia Tephritidae.  